# Phoxiphilyra
Phoxiphilyra är ett släkte av havsspindlar. Phoxiphilyra ingår i familjen Phoxichilidiidae.
Kladogram enligt Catalogue of Life:
| Phoxiphilyra | \| \| Phoxiphilyra quadriarticulata \| \| \| \| \| \| Phoxiphilyra robusta \| \| \| \| |
|              | \| \| Phoxiphilyra quadriarticulata \| \| \| \| \| \| Phoxiphilyra robusta \| \| \| \| |
|              | Anoplodactylus                                                                         |
|              |                                                                                        |
|              | Pallenopsis                                                                            |
|              |                                                                                        |
|              | Philyra                                                                                |
|              |                                                                                        |
|              | Phoxichilidium                                                                         |
|              |                                                                                        |
|              | Pycnosomia                                                                             |
|              |                                                                                        |
|              | Phoxiphilyra quadriarticulata                                                          |
|              |                                                                                        |
|              | Phoxiphilyra robusta                                                                   |
|              |                                                                                        |

|  | Phoxiphilyra quadriarticulata |
|  |                               |
|  | Phoxiphilyra robusta          |
|  |                               |